# 张新 (企业家)
张新（1962年—），男，汉族，甘肃民勤人，中华人民共和国企业家，新疆特变电工股份有限公司董事长，第十一届全国人民代表大会新疆地区代表。

## 生平
张新毕业于新疆广播电视大学电子技术专业。2008年起担任全国人大代表。2018年2月24日，当选为第十三届全国人大代表。